# ジノ・フランチェスカッティ
ジノ・フランチェスカッティ (仏: Zino Francescatti、1902年8月9日 - 1991年9月17日)は、フランスのヴァイオリニスト。本名はルネ＝シャルル(René-Charles)・フランチェスカッティ。

## 経歴
マルセイユに生まれる。父フォルトゥナート(Fortunato Francescatti)はヴェローナ生まれで、バッジーニと、パガニーニの門人カミッロ・シヴォリに学んだヴァイオリニストであった。母エルネスタ・フェルー(Ernesta Feraud)はマルセイユの出身だが、父フォルトゥーナの門弟であった。
3歳から両親の手ほどきを受けてヴァイオリニストとしての才能を開花させ、5歳でリサイタルを開くまでになった。10歳の時、ベートーヴェンのヴァイオリン協奏曲と、パガニーニのゴッド・セイヴ・ザ・キング変奏曲を演奏した。その後も父親の指導に従って、マルセイユ音楽院で対位法と和声法を学んだ。一時、法学の道を志したものの、21歳の時に父親が死去したため、家計を助けるためにヴァイオリニストへの道を選び、1924年にパガニーニのヴァイオリン協奏曲第一番を弾いて、パリ・デビューを飾り、ジャック・ティボーの薫陶を受けることになった。
1927年にはティボーの推薦でパリ音楽院のコンサートに出演した。ただし、この年からエコール・ノルマル音楽院の教授を1931年まで務めており、パリ音楽院には入学していない。また、この間に、コンセール・ストララムに団員として加わったほか、ガストン・プーレが主宰していたコンセール・プーレの副コンサート・マスターを務め、1930年にソリストとして独立した。
1939年には渡米してニューヨーク・フィルハーモニー交響楽団と共演してアメリカデビューを果たし、そのままニューヨークに定住した。
1976年に演奏活動から引退してからは、フランスのラ・シオタに居を構え、その地で没した。

## 音楽ならびに演奏について
パガニーニの専門家として知られる。超絶技巧の演奏家としてあらゆる協奏作品を録音したが、中でもサン＝サーンスの《協奏曲 第3番》、ブルッフの《協奏曲 第1番》、メンデルスゾーンの《協奏曲ホ短調》は高い評価を受けており、フランチェスカッティの特長である、輝かしさと歌うような音色が際立っている。ブルーノ・ワルターと共演して録音したモーツァルトの協奏曲も人気が高い。また、ワルターとベートーヴェンのヴァイオリン協奏曲を録音しているが、この共演は日本のファンからの希望でもあったという。
しかしながら日本では、フランチェスカッティはミルシテインとともに、来日歴のない往年の名ヴァイオリニストとしても知られている。

ロベール・カザドシュとの共演によるベートーヴェンの「ピアノとヴァイオリンのためのソナタ」は歴史的録音と評価が高い。中でも「クロイツェル・ソナタ」の演奏風景は映像化され、2004年、DVDにも復刻された。